# Lomatium cookii
Lomatium cookii ist eine Pflanzenart aus der Gattung Lomatium innerhalb der Familie der Doldenblütler (Apiaceae). Dieser Endemit kommt nur in zwei Tälern im US-Bundesstaat Oregon vor und wird dort englisch Cook's lomatium, Agate desertparsley genannt. Von der The Nature Conservancy = TNC wird Lomatium cookii als „kritisch gefährdet“ („G1“) eingestuft. Sie wird seit 2002 für die USA als gefährdete Art geführt.

## Beschreibung

### Vegetative Merkmale
Lomatium cookii ist eine ausdauernde krautige Pflanze mit Wuchshöhen von 15 bis 50 Zentimetern. Die oberirdischen Pflanzenteile sind kahl. Ein Stängel ist kaum erkennbar. Die Wurzel ist länglich, schmal und 15 bis 30 Zentimeter lang; sie ist einfach gebaut und gelegentlich von einem zwei- bis achtteiligen Caudex gekrönt.
Die Laubblätter sind in Blattscheide, Blattstiel und Blattspreite gegliedert. Der Blattstiel ist 15 bis 40 Zentimeter lang. Die Blattspreite ist bei einer Länge von 8 bis 17 Zentimetern sowie einer Breite von 2,5 bis 10 Zentimetern im Umriss länglich und dreifach geteilt sowie gefiedert. Die einzelnen Blattsegmente sind bei einer Länge von 6 bis 12 Millimetern sowie einer Breite von etwa 1 Millimetern linealisch und spitz zulaufend.

### Generative Merkmale
Der doppeldoldige Blütenstand enthält sechs- bis zwölfstrahlige, ausgebreitete Einzeldolden von 2 bis 9 Zentimetern Länge, die von 1 bis 2 Zentimeter langen sterilen Einzeldolden ergänzt werden. Die acht bis zwölf Hüllblätter sind 6 bis 10 Millimeter lang, linealisch und grün gefärbt, ihre Ränder membranös. Die Blüten sind gelb und die Kronblätter 1 bis 3 Millimeter lang.
Die Doppelachäne ist 8 bis 13 Millimeter lang sowie 4 bis 6 Millimeter breit, die seitlichen „Flügel“ korkig und verdickt; die drei dorsalen Rippen sind filigran und verlängert. Öl-Kanäle – wie bei einigen Arten der Gattung Lomatium vorhanden – fehlen.

## Vorkommen und Gefährdung
Lomatium cookii kommt ausschließlich in der Agate Desert im Jackson County und im Illinois River Valley im Josephine County im südwestlichen Oregon vor.
Lomatium cookii gedeiht in im Frühjahr feuchten Biotoptypen wie temporären Gewässern und den angrenzenden Mündungen von Fließgewässern sowie in angrenzenden feuchten Auen. Eine der beiden Populationen von Lomatium cookii wächst am Rogue Valley International-Medford Airport, wo Boden über dem anstehenden Gestein deponiert wurde, so dass die Bedingungen, denen an den Grenzen temporärer Gewässer ähneln, was den Pflanzen ein Fortkommen ermöglicht. Zu den an den temporären Gewässern und in den Feuchtgebieten vorkommenden vergesellschafteten Arten gehören Limnanthes floccosa, Alopecurus geniculatus, Deschampsia danthonioides, Danthonia californica, Poa scabrella und Brodiaea-Arten.
Lomatium cookii wird seit 2002 auf der Liste der gefährdeten Arten der USA geführt, weil sie selten ist und ihre Lebensräume von Zerstörung und Degradation bedroht sind. Temporäre, nur im Frühjahr bestehende Gewässer (englisch vernal pools) sind aus einer Region in Oregon, in der sie früher weit verbreitet waren, weitgehend verschwunden, da die Flächen für die Land- und Weidewirtschaft, Wohn-, Industrie- und Gewerbegebiete genutzt werden. Flächen, die nicht direkt zerstört wurden, sind derart in ihren hydrologischen Bedingungen verändert worden, dass die temporären Gewässer nicht mehr als Ökosysteme in Erscheinung treten. Die Versiegelung von Straßen, Parkplätzen und anderen Bauten erzeugen einerseits einen starken Oberflächen-Abfluss, andererseits wird das Wasser in der Landschaft durch direkte Bewässerung und ein Grabensystem unterschiedlich verteilt. Außerdem wurden die Lebensräume durch die Nutzung und den Straßenbau zerschnitten. 2002 waren nur 15 Standorte von Lomatium cookii im Jackson County und 21 Standorte im Josephine County bekannt.

## Taxonomie
Die Erstbeschreibung von Lomatium cookii erfolgte 1986 durch James S. Kagan in Madroño, Volume 33, Issue 1, S. 71–74, Figur 1.
Sie wurde 1981 erstmals während einer Suche nach der seltenen Limnanthes floccosa subsp. grandiflora gesammelt und mit der Sammelnummer Kagan 6018301 hinterlegt. Der Typusstandort ist die Agate Desert.